# 丁辅之
丁辅之（1879年8月14日—1949年7月12日），原名仁友，后改名仁，字子修、又字辅之，以字行，号鹤庐，又号守寒巢主，晚年别署簠叟，浙江杭县人，中国近代篆刻家、书画家，是集“印、书、画、诗”四绝于一体的大家。他的画作常常配上甲骨文的题跋，别具一格，并成为丁氏特有的标志和符号。

## 人物生平
丁辅之是晚清著名藏书家“八千卷楼主人”丁松生从孙，家富收藏。丁輔之1879年出生於浙江杭州，幼承家学，嗜甲骨文，尝以甲骨文撰聊成册，又喜篆刻，名印金石，代有收罗，尤以西泠八家印作为多。因得赵之谦为其外祖父著名印学家魏稼孙所刻“鹤庐”印，遂袭用其号。
1904年，與王禔、葉銘、吳隱共同創辦西泠印社，又亲赴上海请吴昌硕出任西泠印社社长。與吳昌硕、黄宾虹、王一亭、童大年、黄葆戉、俞人萃、葛昌楹、高野侯、高络园等文化界人士交好。
1919年，丁辅之利用活版印刷技术成功开发“聚珍仿宋版字体”，并成为中国第一个获得国家认可的，有自己版权的字体发明者和使用者。丁辅之与其弟从1911年开始醞釀印诗集的事，却始终觉得当时通行的方形宋体字庄重有余、灵秀不足。后两兄弟决意亲自铸造一套字模，用于印行诗集。该字体于1921年归于中华书局，丁辅之享有专利权，用以排印《四部备要》（丁辅之任监造）。字体精整古雅，可与宋元刊媲美。
1924年，46岁的丁辅之开始学画。学画仅三年便颁布润例，开始以鬻画、鬻书为生。1949年，丁抱病参加西泠印社活动后，回上海不久後病危去世。